# Markus Pajur
Markus Pajur (Kiili, 23 settembre 2000) è un ciclista su strada, ciclocrossista e mountain biker estone che corre per il Charvieu Chavagneux Isère Cyclisme.

## Palmarès

### Strada

#### Altri successi
- 2019 (Cycling Tartu)

Elva Tänavasõit
- 2020 (Tartu 2024-Balticchaincycling.com)

Criterium Tallinn
Elva Tänavasõit
- 2023 (Tartu2024 Cycling Team)

Lauri Ausi Mälestussõit
Vienības
Tänavasõit
- 2024 (EC Saint-Etienne Loire)

Circuit de la Vallée du Bédat
Circuit des 4 Cantons
Grand Prix de Vougy
Circuit Boussaquin
Epiim Rattapäev Järva-Jaanis
Souvenir Pierre-Chany
- 2025 (Charvieu Chavagneux Isère Cyclisme)

Grand Prix de Manduel

### Gravel
- 2024

FNLD GRVL

### Cross
- 2017-2018

Campionati estoni, Junior
- 2018-2019

Campionati estoni, Junior
- 2019-2020

Campionati estoni
- 2023-2024

Campionati estoni

### Mountain bike
- 2017

Högbobiken XCO, Cross country Junior (Sandviken)
Campionati estoni, Cross country Junior
- 2018

Campionati estoni, Cross country Junior
Sigulda Cup XCO, Cross country Junior (Sigulda)

## Piazzamenti

### Classiche monumento
- Giro delle Fiandre

2022: 94º

### Competizioni mondiali
- Campionati del mondo su strada

Bergen 2017 - In linea Junior: 113º
Yorkshire 2019 - In linea Under-23: 54º
Zurigo 2024 - In linea Elite: ritirato
- Campionati del mondo di mountain bike

Lenzerheide 2018 - Cross country Junior: 34º
Vallnord 2024 - Cross country Elite: 65º
- Campionati del mondo gravel

Veneto 2023 - Elite: 19º

### Competizioni europee
- Campionati europei su strada

Herning 2017 - In linea Junior: 89º
Alkmaar 2019 - In linea Under-23: 48º
Plouay 2020 - Cronometro Under-23: 25º
Plouay 2020 - In linea Under-23: 4º
Anadia 2022 - In linea Under-23: ritirato
Drenthe 2023 - In Elite: 38º
Limburgo 2024 - In linea Elite: ritirato
- Campionati europei di mountain bike

Darfo Boario Terme 2017 - Cross country Junior: 63º
Graz-Stattegg 2018 - Cross country Junior: 45º
Brno 2019 - Cross country Under-23: 31º
Brno 2019 - Cross country eliminator: 11º